# Віланкулу (футбольний клуб)
Футебол Клубе Віланкулу або просто Віланкулу (порт. Vilankulo Futebol Clube) — професіональний мозамбіцький футбольний клуб з міста Віланкулу.

## Історія клубу
10 липня 2004 року було засновано ФК «Віланкулу», перший об'єднаний клуб у Віланкулу, президентом Ради Директорів було обрано пана Еусебіу Томаша Жамбане, а головою Виконавчої ради пана Ясіна Сулеймана Есеп Амужі.
Незабаром ФК «Віланкулу» приступив до участі в спортивних змаганнях, виступив у чемпіонаті провінції Іньямбане в 2005 році та вийшов до чемпіонату Дівішау ді Хонра — Зона Сул (Дивізіон пошани — Зона «Південь»). ФК «Віланкулу» брав участь у трьох національних чемпіонатах у Дівішау ді Хонра — Зона Сул у 2006, 2007 і 2008 року, в тому ж році представляв провінцію Іньямбане у фіналі Ойтавуш Кубка Мозамбіку з футболи проти Максагвіна, Дешпортіву ді Мапуту та Ферроваріу ді Мапуту. В 2009 році клуб з громадської перейшов до приватної власності. Якщо до цього клуб відчував постійні фінансові проблеми, то тепер клуб має приватний автобус для поїздок, почалося будівництво навчального центру і тренувальний табір клубу, відкрито офіційний магазин із продаж предметів фірмової продукції клубу, перший у своєму роді в Мозамбіку. Було створено офіційний сайт клубу в Інтернеті з новинами та результатами матчів у національних та міжнародних змаганнях (не кожен клуб Мосамболи має офіційний сайт).

## Стадіон
ФК «Віланкулу» використовує «Ештадіу Мунісіпал ді Віланкулу» як домашній стадіон. Він вміщує 5000 осіб.
Цей стадіон був відкритий у грі між Максагвіном та клубом Кошта да Сул, на якій були присутні понад 10000 глядачів.
У 2007 році, після того, як тропічний шторм 4 категорії — Фавіу — залишив місто Віланкулу без єдиної цілої споруди. Стадіон був повністю зруйнований, залишаючи тільки трав'яне футбольне поле для тренування, міська рада доклала зусилля для поліпшення умов на стадіоні. Проект реконструкції розпочався в середині 2009 року і завершився капітальною перебудовою стадіону в багатонаціональну споруду «Сасул».
У 2011 році клуб повернувся на реконструйований стадіон «Сасул», який мав зручніше розміщення підтрибунних тунелів, краще покриття та освітлення, сидіння для тренерів та гравців та інше.

## Склад команди
Станом на 28 лютого 2016 року
| №  | Поз. | Нац.     | Гравець                      |
| -- | ---- | -------- | ---------------------------- |
| 1  | ВР   | Мозамбік | Луїш Мартінью                |
| 2  | ЗХ   | Мозамбік | Сержіу Араужу Кунгунью       |
| 3  | ЗХ   | Мозамбік | Освальду Азеведу Педру Сунде |
| 4  | ПЗ   | Мозамбік | Гонсалвеш Феліпе Жітха       |
| 6  | ПЗ   | Мозамбік | Армінду Жоакім Сітуе         |
| 7  | ЗХ   | Мозамбік | Алешандре Янкінту Матломбе   |
| 8  | ЗХ   | Мозамбік | Садікуе Ное Чаніссу          |
| 10 | НП   | Зімбабве | Гвата Тендаї                 |
| 11 | ПЗ   | Мозамбік | Жорже феліпе Діманде         |
| 12 | ПЗ   | Мозамбік | Франсішку Алешандре Інкеба   |
| 13 | ЗХ   | Мозамбік | Феліу Франсішку Чічонгуе     |
| 15 | ЗХ   | Мозамбік | Інасіу Карлуш Муссане        |

| №  | Поз. | Нац.     | Гравець                      |
| -- | ---- | -------- | ---------------------------- |
| 17 | ПЗ   | Мозамбік | Арлінду Фернанду Кумбула     |
| 18 | ПЗ   | Мозамбік | Онешіу Да Грака Чімбомана    |
| 20 | ЗХ   | Мозамбік | Жоакім Альбану Вікторіну     |
| 22 | ЗХ   | Мозамбік | Абдул Ремане Нуру Абдул      |
| 23 | ПЗ   | Мозамбік | Луїш Амелія                  |
| 26 | ЗХ   | Гана     | Алі Кадрі                    |
| 27 | ПЗ   | Мозамбік | Абіліу Францішку Моукуане    |
| 28 | ПЗ   | Мозамбік | Сільверіу Антоніу Ассіпаінью |
| 29 | ПЗ   | Мозамбік | Піреш Еношше Сідуму          |
|    |      | Мозамбік | Клаудіу ді Моура Букуе       |
|    |      | Мозамбік | Матіаш Магама Мазівіле       |